# HD 10486
HD 10486 — звезда, оранжевый субгигант, находящийся в созвездии Андромеда на расстоянии приблизительно 181,58 св. лет от Земли. По состоянию на 2007 год, радиус звезды оценивается в 4,21 солнечного радиуса. Исходя из положительной радиальной скорости, звезда удаляется от Солнца. Планет у HD 10486 обнаружено не было. Звезда видима невооружённым глазом на ночном небе.